# Ubisoft Blue Byte
Ubisoft Blue Byte é uma empresa de jogos eletrônicos para computador fundada em Outubro de 1988 em Mülheim, na Alemanha. Desde 2001 a Blue Byte pertence à Ubisoft.

## História
A empresa foi fundada em 1988 por Thomas Hertzler e Lothar Schmitt em Mülheim. Sua primeira publicação foi o jogo de simulação de tênis, Great Courts, lançado em 1989 pela Ubisoft. O primeiro grande sucesso da empresa na Europa foi o jogo de táticas baseada em turnos, Battle Isle, completado em 1991. Outro grande sucesso da empresa foi o lançamento em 1993 do jogo Die Siedler, conhecido internacionalmente como The Settlers, que deixou muitas marcas e foi o mais bem conhecido dos produtos da Blue Byte.
Durante os anos a empresa lançou vários jogos inovadores, porém a maioria não foi bem sucedida internacionalmente. Tempos depois a empresa teve de se expandir e abriu um escritório internacional em Chicago, que depois foi movido para Austin.
Em janeiro de 2001, Blue Byte foi adquirida pela Ubisoft, mas a empresa lançou, ainda nos anos 2000, jogos da série The Settlers e Battle Isles.

## Jogos publicados ou desenvolvidos
A empresa publicou vários jogos eletrônicos:
- Great Courts (1989)
- Twinworld (1989)
- Great Courts 2 (1990)
- Jimmy Connors Pro Tennis Tour (1990)
- Tom and The Ghost (1990)
- Atomino (1991)
- Battle Isle (1991)
- Battle Isle Data Disk I (1992)
- Ugh! (1992)
- Battle Isle Data Disk II (1993)
- History Line: 1914-1918 (1993)
- The Settlers (1993)
- Battle Isle II (1994)
- Battle Isle II Data Disk I (1994)
- Battle Isle III (1995)
- Albion (1995)
- Archimedean Dynasty (1996)
- Chewy: ESC from F5 (1996)
- The Settlers II (1996)

- Dr. Drago's Madcap Chase (1997)
- Extreme Assault (1997)
- Incubation (1997)
- Game, Net & Match! (1998)
- The Settlers III (1998)
- Star Trek: Starship Creator (1999)
- Stephen King's F13 (2000)
- The Settlers IV (2001)
- Battle Isle: The Andosia War (2001)
- The Settlers: Heritage of Kings (2005)
- The Settlers II 10th Anniversary (2006)
- The Settlers: Rise of an Empire (2007)